# Luigi Riva
Luigi „Gigi“ Riva (* 7. November 1944 in Leggiuno, Provinz Varese; † 22. Januar 2024 in Cagliari) war ein italienischer Fußballspieler.
Riva verbrachte nahezu seine gesamte Laufbahn beim sardischen Verein US Cagliari, mit dem er 1970 italienischer Meister wurde.
Der dreifache italienische Torschützenkönig zählte in den 1960er Jahren zu den besten Stürmern der Welt und ist mit 35 Treffern Rekordtorschütze der italienischen Nationalmannschaft, mit der er 1968 Europa- und 1970 Vizeweltmeister wurde.

## Jugend
Geboren wurde der Sohn eines Eisenbahners am 7. November 1944 in Leggiuno, einer Kleinstadt am Lago Maggiore. Bereits in jungen Jahren bekam Riva die harte Realität der Nachkriegszeit zu spüren, da er seinen Vater früh durch einen tödlichen Arbeitsunfall verlor. Weil die Mutter die fünfköpfige Familie alleine nicht versorgen konnte, übergab sie den kleinen „Gigi“ einem kirchlichen Heim, später lebte er im Haushalt seiner älteren Schwester Fausta. Im Alter von 14 Jahren verließ er die Volksschule, um als Fließbandarbeiter in einer Automobilfabrik zum Lebensunterhalt beizutragen. Sein Leben aber gehörte dem Fußball. Zu dieser Zeit bestritt er eine Partie für jenen, kurz danach für den nächsten Verein. Erst ab 1960 spielte Riva regelmäßig für den Amateurklub Laveno Mombello.

## Vereinskarriere
1962 unterschrieb der 17-jährige Riva beim drittklassigen AC Legnano aus der Serie C seinen ersten Vertrag, arbeitete aber weiterhin am Fließband. Sein Debüt hatte er beim 3:0-Sieg über Montalto Ivrea am 21. Oktober 1962. Da der hochverschuldete Klub dringend Geld benötigte, stand das Sturmtalent am Ende seiner Premierensaison schon wieder zum Verkauf. Rivas Wunschverein Inter Mailand zeigte Interesse und wollte sogar die geforderte Ablösesumme zahlen, doch der Spieler fiel beim Inter-Trainer Helenio Herrera durch. Er war der Meinung, Riva habe nicht das Zeug zum Vollprofi. Ganz anders sah das Andrea Arrica, Vizepräsident des US Cagliari, und holte ihn im Sommer 1963 für 37 Millionen Lire (rd. 19.000 Euro) Ablöse in die sardische Hauptstadt. Der Transfer in den strukturell unterentwickelten Süden war ein unkonventioneller Schritt, wanderte doch das Gros der Italiener in die im Norden gelegenen Industrie- und Wirtschaftszentren, wo zwischen Turin und Mailand auch das fußballerische Herz des Landes schlug.
Sardinien war für Riva eine große Unbekannte. Ohne zu wissen, was ihn erwarten würde, betrat er 1963 erstmals die Insel. „Es war der Ort, an den man die Carabinieri zum Strafdienst versetzte, es kam mir vor wie in Afrika“, meinte er später.
In seiner ersten Saison gelang den Rosso-Blu gleich der Aufstieg in die Serie A, während Riva mit acht Toren der Durchbruch noch nicht gelungen war. Dies änderte sich in den folgenden Jahren, und die Formkurve des Angreifers zeigte steil nach oben. Riva suchte stets den direkten Weg zum Tor und war ein ständiger Unruheherd für die gegnerischen Abwehrreihen, wobei ihm seine atemberaubende Athletik und Kraft zugutekamen, die es jedem Verteidiger schwer machten, gegen ihn zu spielen. Berüchtigt war auch sein unglaublicher linker Fuß, mit dem er Torschüsse um 120 km/h Geschwindigkeit abgeben konnte und der Riva den Spitznamen „Rombo di Tuono“ (dt.: Donnerschlag) einbrachte. In der Saison 1966/67 wurde er mit 18 Treffern in nur 23 Spielen Torschützenkönig der Serie A.
Nachdem sich Cagliari in der ersten Liga etabliert hatte, entwickelte es sich zu einem ernsthaften Konkurrenten um die Meisterschaft für die großen Vereine aus Norditalien (Juventus Turin, AC Mailand, Inter Mailand). Trainer Manlio Scopigno war es gelungen, trotz bescheidener finanzieller Mittel eine starke Einheit zu formen, die mit Enrico Albertosi, Pierluigi Cera, Comunardo Niccolai, Angelo Domenghini, Sergio Gori und eben „Gigi“ Riva sieben italienische Nationalspieler aufweisen konnte. Die Mannschaft verpasste die Meisterschaft 1968/69 nur knapp, während Riva zum wohl besten Stürmer der Liga avancierte und mit 20 Treffern erneut Torschützenkönig wurde.
Bei der von France Football alljährlich durchgeführten Wahl zu Europas Fußballer des Jahres belegte er 1969 hinter seinem Landsmann Gianni Rivera den zweiten Platz. Die absolute Sensation gelang im Folgejahr, als Cagliari zum ersten und bisher einzigen Mal die Meisterschaft (Scudetto) gewinnen konnte. Mit 21 Toren hatte Superstar Riva erheblichen Anteil am Titelgewinn, der auf ganz Sardinien frenetisch gefeiert wurde. Dieser Titel bedeutete für den armen Landesteil mehr als bloß der Gewinn einer Fußballmeisterschaft, sondern war Genugtuung gegenüber dem reichen Norden. Riva wurde auf der „vergessenen Insel“ wie ein Messias empfangen und hatte durch seine offen gelebte Liebe zu Land und Leuten die Herzen der Sarden gewonnen.
Als die finanzstarken Klubs Juventus Turin und Inter Mailand Angebote abgaben, lehnte Riva dankend ab. Vereinstreue und Verbundenheit zur Insel waren stärker als der Reiz des Geldes, und als er im Oktober 1970 seinen Vertrag um fünf Jahre verlängerte, steigerte sich die Verehrung der Anhänger ins Unermessliche.
Doch der Erfolg konnte nicht wiederholt werden: Einige Leistungsträger verließen den Verein und nach einem komplizierten Wadenbeinbruch am 31. Oktober 1970 beim 2:1-Sieg Italiens im Europameisterschaftsqualifikationsmatch im Wiener Praterstadion gegen Österreich musste Riva monatelang pausieren. Er brauchte lange, um wieder an seine Spitzenleistungen anknüpfen zu können, wenngleich er kaum mehr beschwerdefrei spielen konnte. Als sich Riva im Januar 1975 erneut schwer verletzte (Sehnenruptur im rechten Oberschenkel) erholte er sich nicht mehr vollständig und beendete nach der Partie am 1. Februar 1976 gegen den AC Mailand (1:3) seine Karriere. Der „Sarde aus der Lombardei“ verließ unter tosendem Applaus den Rasen des Stadio Sant’Elia.
Für Cagliari hatte er in 374 Pflichtspielen 207 Tore erzielt (Serie A: 289/156; Serie B: 26/8; Coppa Italia: 42/33; Europapokal: 6/4; Sonstige 11/6) und ist damit Rekordtorschütze des Vereins.

## Nationalmannschaft
Sein erstes Länderspiel für die Squadra Azzurra absolvierte Luigi Riva am 27. Juni 1965 in der mit 1:2 verlorenen Partie gegen Ungarn. Trotz eines Beinbruchs wenige Monate vor Beginn der Weltmeisterschaft 1966 wurde er von Nationaltrainer Edmondo Fabbri in den Kader für das Turnier in England nominiert, jedoch nicht eingesetzt.
Nach katastrophalen Leistungen und dem frühen Ausscheiden in der Vorrunde begann unter Fabbris Nachfolger Ferruccio Valcareggi ein Neuaufbau. Dieser setzte auf Riva und machte ihn zum Stammspieler im Sturmzentrum. Die Erfolge stellten sich wieder ein und Italien gewann 1968 die Europameisterschaft. Im Endspiel gegen Jugoslawien war Riva das wichtige Führungstor zum 1:0 gelungen; das Spiel endete 2:0.
In den folgenden WM-Qualifikationsspielen ebnete er seiner Mannschaft mit sieben Toren den Weg zur Endrunde 1970 in Mexiko. Die Italiener zählten zu den Favoriten und die Hoffnungen der Tifosi ruhten auf Riva, der selbst die Torjägerkrone anpeilte. Jedoch musste er bis zum Viertelfinale, das die Mannschaft 4:1 gegen Mexiko gewann, warten, ehe er dort seine beiden ersten Tore erzielen konnte. Im Halbfinale gegen Deutschland, dem legendären Jahrhundertspiel, steuerte er den wichtigen Treffer zum zwischenzeitlichen 3:2 bei. Dieses Spiel hatte die Italiener viel Kraft gekostet, weshalb sie den überlegenen Brasilianern im Finale nichts mehr entgegensetzen konnten und beim 1:4 chancenlos waren. Auch die Torjägerkrone musste Riva dem überragenden Gerd Müller überlassen, der insgesamt zehnmal getroffen hatte.
1974 bestritt Riva mit der Weltmeisterschaft in Deutschland sein letztes großes Turnier. Doch die hoch gehandelten Italiener wussten nicht zu überzeugen und schieden bereits in der Vorrunde aus. Hier wurde deutlich, dass auch Riva seinen Zenit überschritten hatte. Von Verletzungen gebeutelt, kam er lediglich zweimal zum Einsatz und blieb ohne Torerfolg. Seinen letzten Einsatz für die Nationalmannschaft absolvierte er am 19. Juni 1974 beim 1:1 im WM-Vorrundenspiel gegen Argentinien.
Mit 35 erzielten Toren bei lediglich 42 Länderspielen ist er bis heute Rekordtorschütze der italienischen Nationalmannschaft. Seine Trefferquote von 0,83 Toren pro Spiel ist bis heute unerreicht.

## Erfolge und Auszeichnungen
- Europameister: 1968
- Vizeweltmeister: 1970
- Italienischer Meister: 1969/70
- Torschützenkönig der Serie A (3): 1966/67 (18 Tore), 1968/69 (20 Tore), 1969/70 (21 Tore)
- Torschützenkönig der Coppa Italia (3): 1964/65 (3 Tore), 1968/69 (9 Tore), 1972/73 (8 Tore)
- Europas Fußballer des Jahres: Zweiter 1969, Dritter 1970
- 2011 Aufnahme in die Hall of Fame des Italienischen Fußballs

## Saisonstatistik
| Verein          | Liga            | Saison          | Liga   | Liga | Coppa Italia | Coppa Italia | Europapokal | Europapokal | Andere | Andere | Gesamt | Gesamt |
| Verein          | Liga            | Saison          | Spiele | Tore | Spiele       | Tore         | Spiele      | Tore        | Spiele | Tore   | Spiele | Tore   |
| --------------- | --------------- | --------------- | ------ | ---- | ------------ | ------------ | ----------- | ----------- | ------ | ------ | ------ | ------ |
| AC Legnano      | Serie C         | 1962/63         | 23     | 6    | -            | -            | -           | -           | -      | -      | 23     | 6      |
| Gesamt          | Gesamt          | Gesamt          | 23     | 6    | -            | -            | -           | -           | -      | -      | 23     | 6      |
| Cagliari Calcio | Serie B         | 1963/64         | 26     | 8    | 2            | 0            | -           | -           | -      | -      | 28     | 8      |
| Cagliari Calcio | Serie A         | 1964/65         | 32     | 9    | 4            | 3            | -           | -           | -      | -      | 36     | 12     |
| Cagliari Calcio | Serie A         | 1965/66         | 34     | 11   | 3            | 0            | -           | -           | -      | -      | 37     | 11     |
| Cagliari Calcio | Serie A         | 1966/67         | 23     | 18   | 3            | 0            | -           | -           | 1      | 1      | 27     | 19     |
| Cagliari Calcio | Serie A         | 1967/68         | 26     | 13   | 1            | 0            | -           | -           | 4      | 3      | 31     | 16     |
| Cagliari Calcio | Serie A         | 1968/69         | 29     | 20   | 6            | 8            | -           | -           | 2      | 0      | 37     | 28     |
| Cagliari Calcio | Serie A         | 1969/70         | 28     | 21   | 6            | 5            | 2           | 1           | -      | -      | 36     | 27     |
| Cagliari Calcio | Serie A         | 1970/71         | 13     | 8    | 5            | 5            | 3           | 3           | 4      | 2      | 25     | 18     |
| Cagliari Calcio | Serie A         | 1971/72         | 30     | 21   | 4            | 3            | -           | -           | -      | -      | 34     | 24     |
| Cagliari Calcio | Serie A         | 1972/73         | 26     | 12   | 6            | 8            | 1           | 0           | -      | -      | 33     | 20     |
| Cagliari Calcio | Serie A         | 1973/74         | 25     | 15   | 1            | 0            | -           | -           | -      | -      | 26     | 15     |
| Cagliari Calcio | Serie A         | 1974/75         | 8      | 2    | 1            | 1            | -           | -           | -      | -      | 9      | 3      |
| Cagliari Calcio | Serie A         | 1975/76         | 15     | 6    | -            | -            | -           | -           | -      | -      | 15     | 6      |
| Gesamt          | Gesamt          | Gesamt          | 315    | 164  | 42           | 33           | 6           | 4           | 11     | 6      | 374    | 207    |
| Karriere Gesamt | Karriere Gesamt | Karriere Gesamt | 338    | 170  | 42           | 33           | 6           | 4           | 11     | 6      | 397    | 213    |

| Nationalmannschaft | Nationalmannschaft | Nationalmannschaft |
| Jahr               | Spiele             | Tore               |
| ------------------ | ------------------ | ------------------ |
| 1965               | 1                  | -                  |
| 1966               | 1                  | -                  |
| 1967               | 4                  | 6                  |
| 1968               | 2                  | 2                  |
| 1969               | 6                  | 8                  |
| 1970               | 10                 | 6                  |
| 1971               | 3                  | 2                  |
| 1972               | 6                  | 4                  |
| 1973               | 7                  | 7                  |
| 1974               | 2                  | -                  |
| Gesamt             | 42                 | 35                 |

## Nach dem Fußball
Nach Beendigung seiner Profilaufbahn blieb Riva auf Sardinien und arbeitete im Management von Cagliari Calcio. 1986/87 übernahm er kurzzeitig das Amt des Vereinspräsidenten. Daneben arbeitete er von 1990 bis 2013 als Team-Manager für die italienische Nationalmannschaft und betreute diese während der WM-Turniere 1994 und 2006. 2005 erhielt er die symbolische sardische Staatsbürgerschaft. Das Trikot mit der Rückennummer 11, die von Riva getragene Nummer, wird von Cagliari Calcio an keinen Spieler mehr vergeben. Er litt Zeit seines Lebens an Depressionen, die vor allem nach dem Ende seiner aktiven Karriere ausgeprägt waren. Am 22. Januar 2024 verstarb Luigi Riva in Cagliari im Alter von 79 Jahren.

## Sonstiges
- Inter Mailand war sich mit der US Cagliari bereits über einen Transfer einig, distanzierte sich aber bald von dem Geschäft, da Klubchef und Öl-Milliardär Angelo Moratti eine Meuterei der Arbeiter in seinen Raffinerien auf Sardinien befürchtete.
- Als Juventus Turin neben einer hohen Ablösesumme sieben Spieler zum Tausch anbot, legte Riva sich quer: „Was erlauben die sich eigentlich, ich bin doch kein Objekt.“